# 茄亚科
茄亞科（学名：Solanoideae）是茄目茄科植物下的一個亚科，為菸草亞科的姊妹群。茄亞科內包含了許多重要的經濟作物，例如番茄（Solanum lycopersicon）、马铃薯（Solanum tuberosum）、茄子（Solanum melongena）、辣椒、風茄，和曼陀羅花等等。

## 成員族別
該亞科包含下列族別
- 辣椒族（西班牙语：Capsiceae） Capsiceae
- 曼陀羅族 Datureae
- Hyoscyameae（英语：Hyoscyameae）
- Lycieae（英语：Lycieae）
- 假酸漿族 Nicandreae
- Nolaneae（英语：Nolaneae）
- 酸浆族（英语：Physaleae） Physaleae
- 金杯藤族（西班牙语：Solandreae） Solandreae
- 茄族 Solaneae[1]
- Jaboroseae（西班牙语：Jaboroseae）
- 地位未定 incertae sedis 
  - 茄參屬 Mandragora

## 系統分類學
假酸漿族為茄亞科中最基群的族級分類元。曼陀羅族則為茄族、酸漿族、辣椒族、茄族的姊妹群。

## 外部連結
维基共享资源上的相關多媒體資源：茄亚科
 維基物種上的相關：茄亚科